# Реджі Вільямс (баскетболіст, 1964)
Реджі Вільямс (англ. Reggie Williams; нар. 5 березня 1964, Балтимор, Мериленд, США) — американський професіональний баскетболіст, що грав на позиціях легкого форварда і атакувального захисника за низку команд НБА.

## Ігрова кар'єра
Починав грати у баскетбол у команді старшої школи Пола Лоренса Данбара (Балтимор, Мериленд), де його партнерами по команді були майбутні гравці НБА Магсі Боугс, Реджі Льюїс та Девід Вінгейт. На університетському рівні грав за команду Джорджтаун (1983–1987). 1984 року став чемпіоном NCAA.
1987 року був обраний у першому раунді драфту НБА під загальним 4-м номером командою «Лос-Анджелес Кліпперс». Професійну кар'єру розпочав 1987 року виступами за тих же «Лос-Анджелес Кліпперс», захищав кольори команди з Лос-Анджелеса протягом наступних 2 сезонів.
З 1989 по 1990 рік грав у складі «Клівленд Кавальєрс».
Частину 1990 року виступав у складі «Сан-Антоніо Сперс».
Наступною командою в кар'єрі гравця була «Денвер Наггетс», за яку він відіграв 4 сезони.
Частину 1989 року виступав у складі «Клівленд Кавальєрс».
Останньою ж командою в кар'єрі гравця стала «Нью-Джерсі Нетс», до складу якої він приєднався 1996 року і за яку відіграв один сезон.